# Matteo Bertelle
Matteo Bertelle (Monselice, Italia, 18 de febrero de 2004) es un piloto italiano de motociclismo que pertenece al equipo LevelUp - MTA de la categoría de Moto3 del Campeonato Mundial.

## Biografía

### Campeonato Mundial de Motociclismo
Bertelle, miembro de la VR46 Riders Academy, debutó en el Campeonato Mundial de Motociclismo en el GP de San Marino de 2021 en la categoría de Moto3 como piloto wild card. Aunque se quedó fuera de los puntos con un 18.º puesto, dejó una impresión duradera en Esponsorama Racing, que posteriormente le dio un contrato para la temporada 2022. Junto a él viajaba su compatriota Elia Bartolini, también miembro de la Academia VR46 y que compitió con él por el título del Campeonato Europeo de Motociclismo italiano, que Bartolini ganó por un estrecho margen.
En su primera temporada completa con una KTM, Bertelle sumó un punto en el Campeonato Mundial en la segunda carrera de la temporada en Indonesia, después de terminar la carrera en el 15° lugar. A esto le siguieron 3 puestos más en los que conseguir puntos, incluyendo un 9° puesto en su carrera de casa en Mugello, que también fue su mejor resultado en carrera hasta el momento. Sin embargo, su año de debut tuvo un final abrupto cuando se rompió el ligamento cruzado de su rodilla izquierda en una colisión con Scott Ogden en el Gran Premio de Alemania de Motociclismo en Sachsenring, lo que significó que estuvo fuera durante toda la segunda mitad de la temporada.
Para la temporada 2023 regresa al Mundial de Motociclismo, dejando el Esponsorama Racing, que se retira de la categoría de Moto3, para unirse al equipo Rivacold Snipers junto a su compatriota Romano Fenati, esta vez a los mandos de una Honda.

## Resultados

### Red Bull MotoGP Rookies Cup
(Carreras en negrita indica pole position, carreras en cursiva indica vuelta rápida)
| Temp. | 1       | 2     | 3       | 4       | 5       | 6       | 7       | 8      | 9      | 10     | 11      | 12     | 13    | 14    | Pos. | Pts. |
| ----- | ------- | ----- | ------- | ------- | ------- | ------- | ------- | ------ | ------ | ------ | ------- | ------ | ----- | ----- | ---- | ---- |
| 2020  | JER 16  | JER 3 | MUG Ret | ASS Ret | ASS DNS | SAC 11  | SAC 12  | RBR 9  | RBR 11 | MIS 8  | ARA Ret | ARA 11 |       |       | 14.º | 50   |
| 2020  | RBR 8   | RBR 9 | RBR     | RBR     | ARA 8   | ARA Ret | ARA 13  | ARA 14 | VAL 6  | VAL 13 | VAL     | VAL    |       |       | 16.º | 41   |
| 2021  | POR Ret | POR 5 | JER 11  | JER 4   | MUG 5   | MUG 6   | SAC Ret | SAC 1  | RBR 7  | RBR 6  | RBR 9   | RBR 11 | ARA 5 | ARA 7 | 7.º  | 126  |

### Campeonato del Mundo de Motociclismo
Sistema de puntuación de 1993 hasta 2022:
| Posición | 1.º | 2.º | 3.º | 4.º | 5.º | 6.º | 7.º | 8.º | 9.º | 10.º | 11.º | 12.º | 13.º | 14.º | 15.º |
| Puntos   | 25  | 20  | 16  | 13  | 11  | 10  | 9   | 8   | 7   | 6    | 5    | 4    | 3    | 2    | 1    |

Sistema de puntuación desde 2023 en adelante:
| Posición       | 1.º | 2.º | 3.º | 4.º | 5.º | 6.º | 7.º | 8.º | 9.º | 10.º | 11.º | 12.º | 13.º | 14.º | 15.º |
| Puntos         | 25  | 20  | 16  | 13  | 11  | 10  | 9   | 8   | 7   | 6    | 5    | 4    | 3    | 2    | 1    |
| Carrera sprint | 12  | 9   | 7   | 6   | 5   | 4   | 3   | 2   | 1   |      |      |      |      |      |      |

#### Por categoría
| Cat.  | Temporadas    | 1.er Gran Premio | 1.er Podio    | 1.ª Victoria  | Carreras | Victorias | Podios | Poles | V.Ráp. | Pts. | CM |
| ----- | ------------- | ---------------- | ------------- | ------------- | -------- | --------- | ------ | ----- | ------ | ---- | -- |
| Moto3 | 2021-presente | San Marino 2021  | Américas 2025 |               | 51       | 0         | 0      | 0     | 0      | 130  | 0  |
| Total | 2025–Presente | 2025–Presente    | 2025–Presente | 2025–Presente | 51       | 0         | 0      | 0     | 0      | 130  | 0  |

#### Por temporada
| Temp. | Cat.  | Moto  | Equipo                           | Carreras | Victorias | Podios | Poles | V.Ráp. | Pts. | Pos |
| ----- | ----- | ----- | -------------------------------- | -------- | --------- | ------ | ----- | ------ | ---- | --- |
| 2021  | Moto3 | KTM   | Team Bardahl VR46 Riders Academy | 1        | 0         | 0      | 0     | 0      | 0    | 35° |
| 2022  | Moto3 | KTM   | QJMotor Avintia Racing Team      | 10       | 0         | 0      | 0     | 0      | 16   | 24° |
| 2023  | Moto3 | Honda | Rivacold Snipers Team            | 20       | 0         | 0      | 0     | 0      | 57   | 18° |
| 2024  | Moto3 | Honda | Rivacold Snipers Team            | 20       | 0         | 0      | 0     | 0      | 57   | 16° |
| 2025  | Moto3 | KTM   | LevelUp - MTA                    |          |           |        |       |        | *    | *   |
| Total | Total | Total | Total                            | 51       | 0         | 0      | 0     | 0      | 130  |     |

- * Temporada en curso.

#### Carreras por año
| Año  | Cat.  | Moto  | 1       | 2       | 3       | 4       | 5       | 6       | 7       | 8       | 9       | 10      | 11      | 12      | 13      | 14      | 15     | 16     | 17     | 18     | 19    | 20     | 21  | 22  | Pos. | Pts. |
| ---- | ----- | ----- | ------- | ------- | ------- | ------- | ------- | ------- | ------- | ------- | ------- | ------- | ------- | ------- | ------- | ------- | ------ | ------ | ------ | ------ | ----- | ------ | --- | --- | ---- | ---- |
| 2021 | Moto3 | KTM   | QAT     | DOH     | POR     | SPA     | FRA     | ITA     | CAT     | GER     | NED     | EST     | AUT     | GBR     | ARA     | RSM 18  | AME    | ERM    | ALG    | VAL    |       |        |     |     | 35.° | 0    |
| 2022 | Moto3 | KTM   | QAT 17  | INA 15  | ARG 18  | AME Ret | POR 18  | SPA 11  | FRA 19  | ITA 9   | CAT 13  | GER Ret | NED     | GBR     | AUT     | RSM     | ARA    | JPN    | THA    | AUS    | MAL   | VAL    |     |     | 24.° | 16   |
| 2023 | Moto3 | Honda | POR 17  | ARG 12  | AME Ret | SPA 13  | FRA 17  | ITA 12  | GER Ret | NED 16  | GBR Ret | AUT 12  | CAT 10  | RSM 20  | IND Ret | JPN Ret | INA 11 | AUS 9  | THA 7  | MAL 10 | QAT 7 | VAL 18 |     |     | 18.° | 57   |
| 2024 | Moto3 | Honda | QAT Ret | POR DSQ | AME 10  | SPA 14  | FRA Ret | CAT 17  | ITA 10  | NED 21  | GER 15  | GBR 11  | AUT 11  | ARA 10  | RSM Ret | ERM 9   | INA 12 | JPN 11 | AUS 14 | THA 21 | MAL 9 | SLD 15 |     |     | 16.° | 57   |
| 2025 | Moto3 | KTM   | THA 5   | ARG 4   | AME 3   | QAT INJ | SPA INJ | FRA INJ | GBR INJ | ARA INJ | ITA INJ | NED INJ | GER INJ | CZE INJ | AUT INJ | HUN     | CAT    | RSM    | JPN    | INA    | AUS   | MAL    | POR | VAL | 15.° | 40   |

| Color     | Resultado                                                               |
| --------- | ----------------------------------------------------------------------- |
| Oro       | Ganador                                                                 |
| Plata     | 2.ª plaza                                                               |
| Bronce    | 3.ª plaza                                                               |
| Verde     | Finalizó en los puntos                                                  |
| Azul      | Finalizó sin puntos                                                     |
| Azul      | NC - No clasificado                                                     |
| Violeta   | Ret - No terminó (Carrera)                                              |
| Rojo      | DNQ - No se clasificó                                                   |
| Negro     | DSQ - Descalificado                                                     |
| Blanco    | DNS - No empezó (carrera)                                               |
| Blanco    | WD - Retirado (fin de semana)                                           |
| Blanco    | C - Carrera cancelada                                                   |
| Sin color | DNP - Inscrito pero no participó                                        |
| Sin color | INJ - Lesionado                                                         |
| Sin color | EX - Excluido                                                           |
| Estado    | Resultado                                                               |
| Negrita   | Pole position                                                           |
| Cursiva   | Vuelta rápida                                                           |
| †         | Abandona, pero clasifica al completar el porcentaje requerido para ello |